# Kernkraftwerk Kudankulam
Das Kernkraftwerk Kudankulam (auch Koodankulam Nuclear Power Plant - KKNPP bzw. KNPP genannt) befindet sich in Kudankulam im Bundesstaat Tamil Nadu, Distrikt Tirunelveli unmittelbar am Meer unweit der Südspitze des indischen Subkontinents.

## Technik
Während die meisten indischen Kernkraftwerke eine indische Weiterentwicklung von kanadischen schwerwassermoderierten Druckwasserreaktoren (IPHWR) benutzen, ist das Kraftwerk in Kudankulam mit russischen Reaktoren vom Typ WWER-1000/412 (AES-92) mit einer Nettoleistung von jeweils 917 Megawatt ausgestattet. Die speziell für Indien angepasste Version eines russischen Standardreaktortyps WWER-1000/392 bzw. WWER-1000/320 trägt die Bezeichnung WWER-1000/412. Diese Reaktorversion ist mit westlichen Kontrollsystemen ausgestattet worden und erhielt mehr passive Sicherheitseinrichtungen.
Zur Wasserversorgung des Werks ist eine Anlage zur Meerwasserentsalzung durch Umkehrosmose angeschlossen (seawater reverse osmosis = SWRO). Mitversorgt wird auch der kleine Ort Anu-Vijay, ca. 7 km vom Kraftwerk entfernt, wo die Mitarbeiter untergebracht sind.

## Bau und Betrieb

### Blöcke 1 und 2
Für die ersten beiden Reaktorblöcke wurde nach dem indisch-russischen Vertrag vom 6. November 2001 ein Preis von 3 Milliarden US-Dollar vereinbart, die Hälfte davon wird über einen Kredit finanziert. Der Brennstoff wird von der russischen Firma TWEL für 400 Millionen US-Dollar geliefert. Die Wiederaufarbeitung erfolgt aber in Indien.
Der Bau der ersten beiden Reaktoren begann im Jahre 2002. Die Reaktoren wurden von der Aktiengesellschaft Ischora-Werke (OMZ) in Sankt Petersburg gebaut. Von dort wurden die jeweils 350 Tonnen schweren Reaktoren per Schiff zum Bauplatz am Meer gebracht.
Der Tsunami, der sich am 26. Dezember 2004 ereignete, hatte keine schädlichen Auswirkungen auf das im Bau befindliche Kernkraftwerk. Der Anstieg des Meerwasserspiegels während des Vorfalls wurde auf etwa 2,0 m über dem Meeresspiegel geschätzt. Wie vorgeschrieben, besuchte ein Team, bestehend aus NPCIL-Mitarbeitern und AERB-Inspektoren, die Offshore-Strukturen und den Hauptbereich des Kraftwerks. Auf der Grundlage der Beobachtungen des Teams wurde festgestellt, dass der Tsunami keine Schäden verursacht hat.
Mitte August 2012 wurde das Beladen des ersten Reaktors sowie das Anfahren zur Kritikalität genehmigt. Die für den ordnungsgemäßen Betrieb erforderliche Kritikalität wurde am 13. Juli 2013 erreicht, der Netzanschluss erfolgte am 22. Oktober 2013. Die zeitlichen Verzögerungen sind unter anderem durch Proteste der örtlichen Bevölkerung und notwendige Sicherheitsmaßnahmen der Polizei zu erklären.
Am 10. Juli 2016 wurde die Kritikalität im zweiten Block erreicht. Die Netzsynchronisation sollte innerhalb von 30 bis 45 Tagen erreicht werden und erfolgte schließlich am 29. August 2016.
Der am 31. Dezember 2014 in Betrieb gegangene erste Block stand seit 24. Juni 2015 mindestens sieben Monate still. In den Jahren 2015 bis 2018 produzierte Reaktor 1 durchschnittlich nur 56,3 % der Zeit.

### Blöcke 3 und 4
Am 18. Juli 2012 wurde der Finanzierungsvertrag über einen dritten und vierten Reaktorblock im Wert von 3,5 Milliarden US-Dollar abgeschlossen.
Am 15. Oktober 2016 wurde mit den Bauarbeiten an den Einheiten Kudankulam-3 und -4 begonnen. Es werden zwei AES-92 WWER-1000 Reaktoren errichtet.
Am 1. Dezember 2022 wurde die große Kuppel für das Containment mit einem sehr großen Kran von Liebherr installiert für Block 3.

### Blöcke 5 und 6
Im Juni 2021 erfolgte der Baubeginn für Kudankulam-5 und im Dezember 2021 für Kudankulam-6. Zur Ausführung kommen zwei weitere WWER-1000 Reaktoren.

## Daten der Reaktorblöcke
Das Kernkraftwerk Kudankulam hat insgesamt zwei Blöcke, vier weitere sind in Bau:
| Reaktorblock | Reaktortyp    | Elektr. Netto- leistung | Elektr. Brutto- leistung | Thermische Leistung | Baubeginn  | Netzsyn- chronisation | Kommer- zieller Betrieb | Abschal- tung |
| ------------ | ------------- | ----------------------- | ------------------------ | ------------------- | ---------- | --------------------- | ----------------------- | ------------- |
| Kudankulam-1 | WWER-1000/412 | 917 MW                  | 1000 MW                  | 3000 MW             | 31.03.2002 | 22.10.2013            | 31.12.2014              |               |
| Kudankulam-2 | WWER-1000/412 | 917 MW                  | 1000 MW                  | 3000 MW             | 04.07.2002 | 29.08.2016            | 31.03.2017              |               |
| Kudankulam-3 | WWER-1000/412 | 917 MW                  | 1000 MW                  | 3000 MW             | 29.06.2017 |                       |                         |               |
| Kudankulam-4 | WWER-1000/412 | 917 MW                  | 1000 MW                  | 3000 MW             | 23.10.2017 |                       |                         |               |
| Kudankulam-5 | WWER-1000     | 917 MW                  | 1000 MW                  | 3000 MW             | 29.06.2021 |                       |                         |               |
| Kudankulam-6 | WWER-1000     | 917 MW                  | 1000 MW                  | 3000 MW             | 20.12.2021 |                       |                         |               |